# Palacio de los Deportes (México)
El Palacio de los Deportes es un arena de la Ciudad de México. Como recinto de eventos aloja conciertos, ferias comerciales y exposiciones, incluso se celebraron corridas de toros en los años de 1976 y 1987, entre otros. Construido para los Juegos Olímpicos de 1968 por los arquitectos Félix Candela, Antonio Peyri y Enrique Castañeda Tamborell, forma parte de la Ciudad Deportiva Magdalena Mixiuhca. Tiene una capacidad actual de 20.000 asientos para eventos deportivos, y es operado por Grupo CIE. Está situado en la avenida Río Churubusco, en la Ciudad Deportiva Magdalena Mixiuhca. Se ubica sobre Río de la Piedad esquina con Eje 3 Sur en la colonia Granjas México de la alcaldía Iztacalco.

## Historia
La construcción del edificio se realizó por la empresa mexicana ICA, iniciando el 15 de octubre de 1966 y concluyendo en septiembre de 1968, año en el que México un mes antes de los juegos olímpicos, donde fue sede de las competencias de baloncesto. Previo al inicio de su construcción, el proyecto de Candela fue sometido al análisis de vientos y sismos, mediante la prueba de distintas presiones y vibraciones sísmicas a la estructura, pruebas que superó satisfactoriamente. La construcción del Palacio de los Deportes se hizo en 714 días, en las que el arquitecto Álvaro Sánchez fue el ingeniero residente. Cuando todavía no estaba concluido, una revista estadounidense lo llamó "El palacio de los mil soles", debido a la forma múltiple y espectacular con que puede reflejar la luz solar.
Fue inaugurado el 13 de septiembre de 1968 por el entonces presidente Gustavo Díaz Ordaz, iniciando actividades formales el 8 de octubre de 1968 con la presentación del Ballet del siglo XX de Maurice Béjart, parte de la llamada Olimpiada Cultural, celebraciones artísticas paralelas a las competencias deportivas.

## Arquitectura
Candela, basado en el racionalismo, y teniendo como precedente las estructuras de Pier Luigi Nervi en el Palacio de los Deportes de Roma (hecho para los Juegos Olímpicos de Roma 1960), ideó la cúpula del palacio en su afamada solución estructural de cascarones de concreto, basados en su paradigma del paraboloide. Sustituyó para cubrir el área del palacio el concreto por el cobre. La intención de esta y otras estructuras de Candela fue la cobertura de grandes superficies con materiales de grosores livianos y libres de columnas. En su exterior, se encuentra el conjunto escultórico "Osa mayor" de Mathias Goeritz.

### Estructura

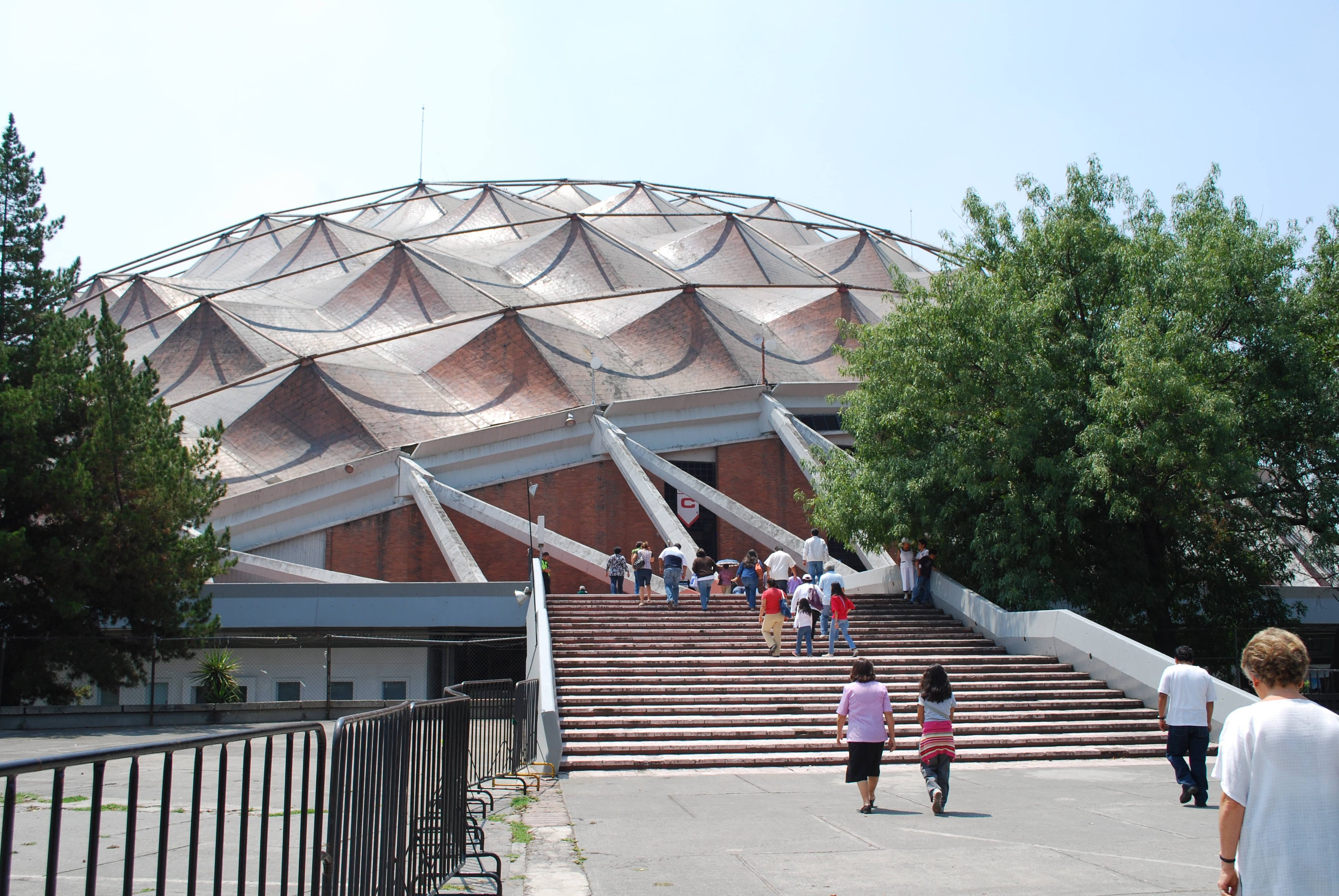
Escaleras y rampa a la puerta C del palacio.

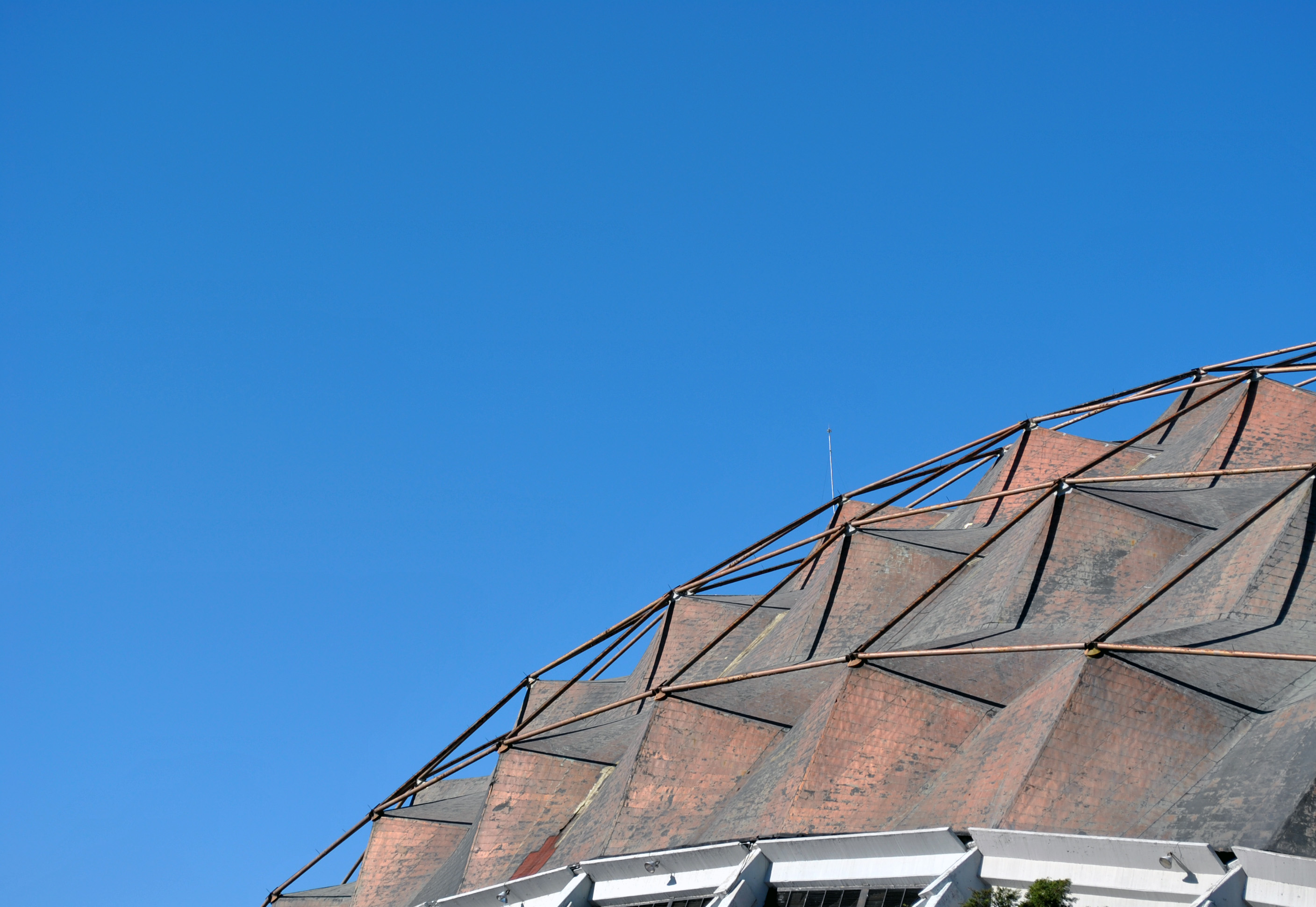
Detalle de la estructura.

Estéticamente, la estructura semeja una gran carpa con sus postes y con sus "amarres" anclados. Arquitectónicamente, la planta del edificio es circular, con una cúpula geodésica compuesta por cuadros que abarca 120 m de diámetro y que comprende un área aproximada de 27.000 m2.. La cúpula se compone de paraboloides hiperbólicos de aluminio tubular cubiertos por una subestructura de láminas de madera forradas de una aleación de cobre y estaño resistente al agua, sustentadas en grandes arcos de acero. Decenas de pilares de concreto cubiertos con ladrillo en los cuatro costados actúan como contrafuertes de la estructura de la cúpula, además de dar forma a pórticos de acceso al recinto. Los pilares más esbeltos e inclinados en forma de V fungen como soportes hacia la estructura externa, que forma una primera rampa que circunda al recinto.
En su interior, cuenta con cuatro y tres niveles principales para las gradas y palcos, e instalaciones diversas. En su momento, las instalaciones fueron diseñados para "una amplia variedad de programación: boxeo, lucha, levantamiento de pesas, esgrima, etc, así como para exposiciones, y cumple con los torneos que requieren más espacio, tales como voleibol, baloncesto, hockey sobre hielo, ciclismo, atletismo, ecuestres shows, bailes, circos, convenciones y exposiciones".
En el primer piso cuenta con un mezzanine, donde actualmente hay puestos de alimentos y bebidas, y servicios sanitarios; y en el sótano se encuentra el primer site y las oficinas corporativas de la empresa de call center B.Connect de México, perteneciente a la operadora del recinto Grupo CIE.

### Modificaciones
La realización de conciertos en una arena deportiva trajo por años problemas de acústica, particularmente de reverberación los cuales le valieron el apodo popular de "Palacio de los rebotes". Al entregársele en concesión a la iniciativa privada, en 1991, comenzaron conciertos de artistas internacionales como Soda Stereo, INXS y Bob Dylan, los cuales tuvieron serios problemas de sonorización. Desde entonces el Palacio de los Deportes ha tenido distintas adecuaciones en su interior con el fin de paliar esta situación.

## Cómo llegar
Norte: El metro Velódromo queda cerca del recinto.
Sur: El metro Velódromo o el Metrobús Goma queda cerca del recinto.
Oriente: Las estaciones Velódromo y Boulevard Puerto Aéreo queda cerca de la arena.
Poniente: La línea 2 del trolebús queda en frente de la arena.